# Громов Артем Ігорович
Арте́м І́горович Гро́мов (нар. 14 січня 1990, Стрий, Львівська область) — український футболіст, нападник.

## Клубна кар'єра

### Ранні роки
Артем народився в місті Стрию Львівської області, з раннього дитинства почав грати у футбол. У дитинстві часто проводив канікули у бабусі в Карпатах. У 2000 році разом з сім'єю переїхав до Полтави. Там пізніше виступав за ДЮСШ ім. І. Горпинка і «Молодь» у дитячо-юнацькій футбольній лізі Україні.

### «Ворскла»
У 2007 році потрапив до полтавської «Ворскли». У сезоні 2009/10 став найкращим бомбардиром молодіжної першості України, забивши 15 м'ячів, разом з Юрієм Фуртою із «Карпат».

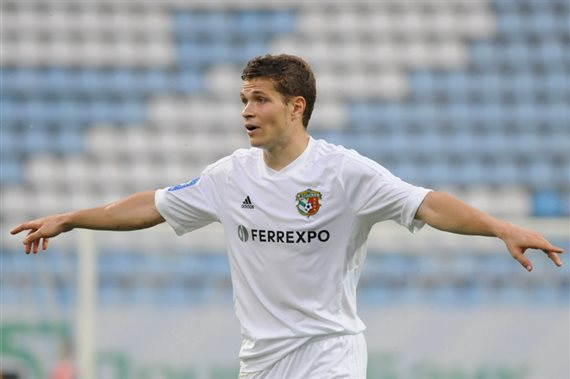
Артем Громов святкує гол у складі «Ворскли» у ворота «Арсеналу». 18 травня 2013 року

3 квітня 2010 року дебютував у Прем'єр-лізі України в домашньому матчі проти маріупольського «Іллічівця» (3:0). Громов вийшов на 85 хвилині замість Ахмеда Янузі, а через кілька хвилин віддав результативну передачу на Йована Маркоського. У команді Артем вважався одним з найперспективніших гравців. Вперше повний матч за «Ворсклу» він відіграв 7 серпня 2010 року в виїзному поєдинку проти харківського «Металіста» (2:3). У січні 2011 року продовжив контракт з клубом на п'ять років. У 2014 році був претендентом на титул найкращого футболіста України. Наприкінці травня 2016 року залишив полтавський клуб.

### «Динамо»
31 травня 2016 року підписав трирічний контракт із київським «Динамо». Усього в сезоні 2016/17 провів за киян 9 матчів в рамках УПЛ, здобувши срібні нагороди чемпіонату та Суперкубок України-2016.

### Крила Рад
16 березня 2017 року перейшов до самарського клубу «Крила Рад». Через три дні після підписання піврічної угоди вийшов у стартовому складі на гру проти «Ростова» (0:0). За період проведений в РПЛ зіграв за самарську команду три гри, провівши на полі в цілому 177 хвилин. 

### «Зоря»
16 серпня 2017 року підписав контракт із луганською «Зорею». Дебютував за луганський клуб 20 серпня того ж року у виїзній грі проти кіровоградської «Зірки» (1:2), відзначившись відразу ж прем'єрним голом за «Зорю». Загалом за 5 сезонів у футболці «Зорі» провів за луганців 131 гру у різних турнірах і відзначився 28-ма влучними ударами, здобув три бронзові медалі УПЛ та став фіналістом кубка України у сезоні 2020/21.

### «Дніпро-1»
29 липня 2022 року став гравцем футбольного клубу «Дніпро-1». Контракт був підписаний на 1 рік. Усього в сезоні 2022/23 провів за дніпрян 14 ігор у різних турнірах і відзначився одним влучним ударом.

### АЕК
25 січня 2023 року АЕК із Ларнаки оголосив про трансфер Громова. Термін контракту розрахований на півтора роки. Дебютував за нову команду 4 лютого того ж року у виїзній грі проти «Карміотісси» (3:1).

## Кар'єра в збірній
На початку серпня 2010 року головний тренер молодіжної збірної України Павло Яковенко вперше викликав Артема Громова в молодіжну збірну Україну до 20 років на турнір пам'яті Валерія Лобановського. У півфіналі Україна програла молодіжній збірній Ірану (2:4), Громов вийшов в перерві замість Дмитра Хомченовського. У матчі за третє місце Україна перемогла молодіжну збірну Туреччини (2:1), але Громов участь у матчі не взяв.
У жовтні 2010 року зіграв один матч за молодіжну збірну до 21 року у грі проти однолітків з Німеччини.
3 вересня 2014 року дебютував в іграх за національну збірну України, вийшовши на заміну в товариській грі проти збірної Молдови. У цій грі відзначився гольовою передачею на Романа Безуса, який забив єдиний гол матчу.
| 01. | 03.09.2014 | НСК «Олімпійський», Київ | Україна — Молдова    | 1-0 | Товариський матч         | 46' |  |  |  |
| 02. | 08.09.2014 | НСК «Олімпійський», Київ | Україна — Словаччина | 0-1 | Відбірковий матч ЧЄ-2016 | 81' |  |  |  |